# Ludwigshafen am Rhein (Schiff)
Die Ludwigshafen am Rhein ist eine Korvette der deutschen Marine der Braunschweig-Klasse. Sie ist die fünfte Einheit dieser Klasse und nach der pfälzischen Großstadt Ludwigshafen am Rhein benannt.

## Geschichte
Die spätere Ludwigshafen am Rhein wurde bei der Bremer Lürssen-Werft am 14. April 2006 auf Kiel gelegt. Die Schiffstaufe mit anschließendem Stapellauf fand am 26. September 2007 statt.
Während der Werfterprobung traten Mängel an der Kupplungsanlage auf. Dadurch verzögerte sich die Auslieferung und die ursprünglich für 2009 geplante Indienststellung.
Während einer weiteren Werfterprobung ging am 5. Juni 2012 ein Anker verloren, nachdem das Schiff vor Wilhelmshaven gedriftet war. Im Juli des gleichen Jahres trat im Maschinenraum giftiges Formaldehyd aus.
Das Schiff wurde am 21. März 2013 in seinem Heimathafen Rostock in Dienst gestellt. Es untersteht dem 1. Korvettengeschwader im Marinestützpunkt Warnemünde.

### Einsätze
- Am 11. Januar 2016 verließ die Ludwigshafen am Rhein ihren Heimathafen Warnemünde, um gemeinsam mit dem Einsatzgruppenversorger Frankfurt am Main im Mittelmeer an der EU NAVFOR Med – Operation Sophia teilzunehmen.[3] Am 30. März löste die Fregatte Karlsruhe die Korvette Ludwigshafen am Rhein ab.[4] Am 8. April lief die Ludwigshafen am Rhein wieder in ihren Heimathafen ein. Bei diesem Einsatz wurden insgesamt 523 in Not geratene Personen gerettet, und 14910 Seemeilen zurückgelegt.[5]
- Am 31. August 2016 lief die Ludwigshafen am Rhein unter Kommando von Korvettenkapitän Marco Köster aus Warnemünde aus,[6] um sich für drei Monate an der Standing NATO Maritime Group 1 (SNMG 1) anzuschließen. Dabei nahm sie auch an den Manövern Northern Coast 2016 und Joint Warrior 2016 teil. Es fanden auch Hafenaufenthalte in Gdynia, Karlskrona, Kopenhagen, Glasgow, Belfast, Rotterdam statt.[7] Am 17. November 2016 kehrte die Ludwigshafen am Rhein in ihren Heimathafen zurück.[8]
- Am 17. Mai 2019 lief die Korvette Ludwigshafen am Rhein aus ihrem Heimathafen Warnemünde in den UNIFIL-Einsatz aus. Anfang Juni 2019 löste sie die Oldenburg im Einsatz ab. Geplant ist ein Einsatz bis Mitte Oktober 2019, mit mehreren Besatzungswechseln vor Ort. In der ersten Rotation wird die Ludwigshafen am Rhein von der Besatzung Alpha unter dem Kommando von Fregattenkapitän Ronny Bergner gefahren.[9][10] Ende September 2019 fand der erste Besatzungswechsel statt.[11] Seitdem wird die Korvette von der Besatzung Bravo unter Korvettenkapitän Philipp Wohlrab gefahren. Im Februar 2020 fand der zweite Besatzungswechsel statt, bei dem die Besatzung Charly unter Fregattenkapitän Alexander Dubnitzki den Einsatzauftrag übernahm. Nach 144 Tagen im Einsatz und 18.820 zurückgelegten Seemeilen wurde sie Anfang Juli 2020 von der Besatzung Delta abgelöst.
- Nach der Explosionskatastrophe im Hafen von Beirut 2020 wurde die Korvette aus dem UNIFIL-Kontingent herausgelöst und von Zypern aus in Richtung Libanon geschickt. Dort sollte die Besatzung und der Schiffsarzt bei der Versorgung der Verletzten helfen.[12]
- Am Morgen des 17. Oktober 2024, im Rahmen des aktuellen UNIFIL Einsatzes, an welchem die Korvette als Teil der Maritime Task Force (MTF) 448 beteiligt ist, hat diese eine Drohne mit Bordmitteln abgewehrt. Der Flugkörper, welcher sich der Korvette angenähert hatte, sei dabei kontrolliert zum Absturz gebracht worden. Teile der Drohne sollen danach geborgen und zur weiteren Untersuchung an Land gebracht werden.[13]